# Trgovina
Pod trgovinom se podrazumijeva tržišna ponuda robe u zamjenu za platežno sredstvo odnosno novac, ili za drugu robu (robna razmjena). Prava trgovina postoji samo u slučaju, kad u njoj posreduje treća osoba (trgovac), koja živi od toga posredovanja između proizvođača i kupca. Trgovina se ograničava samo na nabavu, prijevoz i prodaju dobara, kapitala ili znanja a da ih se u bitnom mijenja ili dorađuje. Pretpostavka za početak trgovine (ne razmjena poklona, i ne izravna razmjena između prodavača i kupca) je još u predpovijesno vrijeme bila infrastruktura koja ju je omogućila. Pravno gledano, danas se između trgovinskih partnera sklapaju ugovori. Između partnera koji sudjeluju u trgovini postoji trgovinski odnos.